# Фитилен запалващ механизъм
Фитилен запалващ механизъм (фитилен запал) е част от пушката (аркебуз, мускет, фузея), отговаряща за възпламеняването на заряда.
Изначално зарядът се възпламенявал ръчно с поднесен към огнепроводния канал или отвор нажежен прът. Този способ има съществени
недостатъци: винаги трябва да има запален огън, да се освободи едната ръка за стрелба за фитила или пръта при стрелба, а също и това, че само прът закрива прицела.

## Изобретяване на фитилния затвор
Фитилният затвор е изобретен 1430 г., неговата поява прави работата с оръжието значително по-лесна. Основните отличия в устройството на новото оръжие са следните: възниква предшественика на съвременния спусък – лост-серпентина, разположен на ложата на пушката, с помощта на серпентината фитилът се привежда в действие, което освобождава ръката на стрелеца. Огнепроводният канал е пренесен отстрани, така че фитилът вече не закрива целта. В късните модели фитилни пушки серпентината е снабдена със задържаща кукичка и пружина, появява се барутната полица за възпламеняване, по-късно станала закрита, има варианти на фитилни пушки, в устройството на които спусъка е заменен със спусково копче. Главният недостатък на фитилните пушки е сравнително ниската им устойчивост към влага и вятър, порива на който може да издуха запалващия заряд от полицата, освен това стрелеца трябва да има постоянен достъп към открит огън, а освен това останалият след изстрела тлеещ нагар в канала на ствола може да възпламени при зареждането барута. Така погледнато, зареждането на фитилната пушка от барутница с голямо количество барут в нея става доста рисковано и опасно, затова с цел предпазване на стрелците от сериозни изгаряния са въведени патрондашите с фишеци, вместяващи по-малко, отколкото преди, количество димен барут – точно толкова, колкото е необходимо за произвеждането на изстрела.
Изобретеният в началото на 16 век колесен затвор не измества фитилния поради своята сложност и цена; и едва след изобретяването на ударния затвор към края на 17 век измества фитилния. Въпреки това, в някои региони, например в Централна Азия, фитилните пушки се използват и към края на 19 век.